# Pożar nadleśnictwa Kłobuck koło Kamińska (1992)
Pożar nadleśnictwa Kłobuck koło Kamińska – pożar, który wybuchł 10 sierpnia 1992 roku około godz. 9.40 przy oddziale 167 leśnictwa Łebki. Szybkiemu rozprzestrzenianiu się ognia sprzyjała panująca wówczas od wielu dni susza oraz silny wiatr.

## Opis pożaru
Najprawdopodobniejszą przyczyną pożaru było zaprószenie ognia przez niedopałek papierosa. Zagrożona była miejscowość Kamińsko, domki letniskowe i przyległe kompleksy leśne o powierzchni 18 ha. W walce z żywiołem uczestniczyło 127 jednostek straży pożarnej z kompanii Kłobuck, Lubliniec, Olesno, Częstochowa i Koniecpol, wspieranych przez siły wojskowego garnizonu w Lublińcu, obrony cywilnej, administracji Lasów Państwowych, policji, pogotowia ratunkowego i samoloty gaśnicze. Po godz. 22 zatrzymano rozprzestrzenianie się pożaru, w rejonie leśnictwa Kuleje. Przez 7 dni Od 11 do 17 sierpnia trwało dogaszanie ognia. Pożar zniszczył 463 hektary lasu, 4 budynki prywatne i gajówkę. Nie było ofiar w ludziach.

## Po pożarze
Jak większości mieszkańców mówi: Gdyby nie strażacy, straty byłyby większe. W dziesiątą rocznicę wybuchu pożaru (10.08.2002) wdzięczni mieszkańcy wsi Kamińsko, Wilcza Góra i Dąbrowa razem ze służbami leśnymi wybudowali kapliczkę. Obok niej leży kamień z napisem: Życie jest wirem chwil wypełnionych smutkami i radościami. Każdego roku w tym dniu odprawiane są w tym miejscu msze święte, na które zjeżdżają się mieszkańcy gminy Przystajń.